# Faridabad
Faridabad ( hindi: फरीदाबाद) és la ciutat més poblada de l'estat indi d’Haryana i una part de la regió de la capital nacional de Delhi. És una de les principals ciutats satèl·lit al voltant de Delhi i es troba a 284 quilòmetres al sud de la capital de l'estat de Chandigar. El riu Yamuna forma el límit oriental del districte amb Uttar Pradesh. El govern de l'Índia la va incloure a la segona llista de Smart Cities Mission el 24 de maig de 2016. Segons el Pla Regional de Delhi 2021, Faridabad forma part de la Regió de la Capital Nacional Central (CNCR) o l'àrea metropolitana de Delhi (DMA).
La part residencial i industrial recentment desenvolupada de Faridabad (Sec. 66 a 89) entre el canal d'Agra i el riu Yamuna es coneix comunament com el Gran Faridabad. L'àrea s'està desenvolupant com una subciutat autosostenible amb carreteres amples, edificis alts, centres comercials, institucions educatives i centres sanitaris i comercials. Els sectors del 66 al 74 són sectors industrials, mentre que els sectors del 75 al 89 són sectors residencials.
Faridabad és un important centre industrial de Haryana. El 50% de l'impost sobre la renda recaptat a Haryana és de Faridabad i Gurgaon. Faridabad és famosa per la producció de henna del sector agrícola, mentre que els tractors, les motocicletes, els interruptors de marxa, els refrigeradors, les sabates, els pneumàtics i la roba constitueixen els seus principals productes industrials.
El 2018, Faridabad va ser considerada per l'Organització Mundial de la Salut com la segona ciutat més contaminada del món. Faridabad va ocupar el 10è lloc a les deu ciutats més brutes de l'Índia de l'enquesta Swachh Survekshan el 2020.
Faridabad ha estat seleccionada com una de les cent ciutats índies que es desenvoluparà com a ciutat intel·ligent sota la missió insígnia Smart Cities del Govern de l'Índia pel Ministeri de Desenvolupament Urbà.

## Història
La ciutat va ser fundada l'any 1607 pel xeic Farīd, tresorer de l'emperador mogol Jahangir, per protegir la Gran Carretera troncal entre Delhi i Agra, i es troba a la regió cultural de Braj. A l'Índia Independent, Faridabad va ser inicialment una part del districte de Gurgaon que després es va convertir en un districte independent el 15 d'agost de 1979.
A prop de Tilpat (aleshores "Tilprastha") era un dels cinc pobles exigits pels Pandavas per evitar una Guerra desastrosa.

## Geografia

### Clima
Faridabad té un clima càlid semiàrid límit (Köppen BSh) poc abans d'un clima subtropical humit d'hivern sec (Cwa). La ciutat compta amb les tres estacions típiques de l'Índia: la temporada "calenta" o pre-monsònica dura des de finals de març fins a mitjans de juliol i es caracteritza per unes condicions àrides i sufocants que comencen molt secs, però darrerament es tornen humits. La temporada "humida" o del monsó és sufocant i sovint perillosament humida amb pluges abundants freqüents però erràtiques. Després de la retirada del monsó és la temporada "fresca" o hivernal amb un clima càlid i assolellat que produeix amb diferència les condicions més còmodes.

## Demografia
Segons el cens del 2011, Faridabad tenia 1.414.050 habitants, dels quals 754.542 homes i 659.508 dones. La taxa d'alfabetització era del 83,83%. Les llengües locals són el brajbhasha i l'haryanvi.